# Guatteria duodecima
Guatteria duodecima är en kirimojaväxtart som beskrevs av Paulus Johannes Maria Maas och Lübbert Ybele Theodoor Westra. Guatteria duodecima ingår i släktet Guatteria och familjen kirimojaväxter. Inga underarter finns listade i Catalogue of Life.